# Estación Guasuncho
Guasuncho era una estación de ferrocarril ubicada en las áreas rurales del Departamento General Obligado, provincia de Santa Fe, Argentina
La estación fue habilitada en 1913 por el Ferrocarril Provincial de Santa Fe. La estación se encuentra en ruinas.

## Servicios
Era una estación intermedia del Ramal F15 del Ferrocarril General Belgrano.